# Złoty Glob za najlepszą muzykę
Złote Globy za najlepszą muzykę filmową – kategoria Złotych Globów, przyznawana od 1947 roku, przez Hollywoodzkie Stowarzyszenie Prasy Zagranicznej.
Laureaci są zaznaczeni pogrubionym drukiem.

## Lata 40.
1947: Max Steiner – Życie z ojcem
1948: Brian Easdale – Czerwone trzewiki
1949: Johnny Green – Rewizor

nominacje:
- George Duning – Gubernator

## Lata 50.
1950: Franz Waxman – Bulwar Zachodzącego Słońca

nominacje:
- Bronisław Kaper – A Life of Her Own
- Leith Stevens – Kierunek Księżyc

1951: Victor Young – Wrześniowa przygoda

nominacje:
- Bernard Herrmann – Dzień, w którym zatrzymała się Ziemia
- Dimitri Tiomkin – The Well

1952: Dimitri Tiomkin – W samo południe

nominacje:
- Miklós Rózsa – Ivanhoe
- Victor Young – Spokojny człowiek

1959: Ernest Gold – Ostatni brzeg

## Lata 60.
1960: Dimitri Tiomkin – Alamo

nominacje:
- George Duning – Świat Suzie Wong
- Ernest Gold – Exodus
- Johnny Green – Pepe
- Alex North – Spartakus

1961: Dimitri Tiomkin – Działa Navarony

nominacje:
- Elmer Bernstein – Lato i dym
- Harold Rome – Fanny
- Miklós Rózsa – Król królów
- Miklós Rózsa – Cyd

1962: Elmer Bernstein – Zabić drozda

nominacje:
- Maurice Jarre – Lawrence z Arabii
- Bronisław Kaper – Bunt na Bounty
- Franz Waxman – Taras Bulba
- Meredith Willson – Muzyk

1964: Dimitri Tiomkin – Upadek Cesarstwa Rzymskiego

nominacje:
- Jerry Goldsmith – Siedem dni w maju
- Laurence Rosenthal – Becket
- Richard M. Sherman, Robert B. Sherman – Mary Poppins
- Mikis Theodorakis – Grek Zorba

1965: Maurice Jarre – Doktor Żywago

nominacje:
- Benjamin Frankel – Bitwa o Ardeny
- Henry Mancini – Wielki wyścig
- Johnny Mandel – Brodziec
- Riz Ortolani – Żółty rolls-royce

1966: Elmer Bernstein – Hawaje

nominacje:
- Jerry Goldsmith – Ziarnka piasku
- Maurice Jarre – Czy Paryż płonie?
- Francis Lai – Kobieta i mężczyzna
- Toshirō Mayuzumi – Biblia

1967: Frederic Loewe – Camelot

nominacje:
- Elmer Bernstein – Na wskroś nowoczesna Millie
- Leslie Bricusse – Doktor Dolittle
- Francis Lai – Żyć, aby żyć
- Henry Mancini – Dwoje na drodze

1968: Alex North – Trzewiki rybaka

nominacje:
- John Barry – Lew w zimie
- Krzysztof Komeda – Dziecko Rosemary
- Michel Legrand – Afera Thomasa Crowna
- Nino Rota – Romeo i Julia
- Richard M. Sherman, Robert B. Sherman – Chitty Chitty Bang Bang

1969: Burt Bacharach – Butch Cassidy i Sundance Kid

nominacje:
- Leslie Bricusse – Do widzenia, panie Chips
- Georges Delerue – Anna tysiąca dni
- Ernest Gold – Tajemnica Santa Vittoria
- Michel Legrand – The Happy Ending

## Lata 70.
1970: Francis Lai – Love Story

nominacje:
- Leslie Bricusse – Opowieść wigilijna
- Frank Cordell – Cromwell
- Michel Legrand – Wichrowe wzgórza
- Alfred Newman – Port lotniczy

1971: Isaac Hayes – Shaft

nominacje:
- John Barry – Maria, królowa Szkotów
- Michel Legrand – Lato roku 1942
- Michel Legrand – Le Mans
- Gil Melle – Tajemnica Andromedy

1972: Nino Rota – Ojciec chrzestny

nominacje:
- Ron Goodwin – Szał
- Quincy Jones – Ucieczka gangstera
- Michel Legrand – Lady śpiewa bluesa
- John Williams – Tragedia „Posejdona”

1973: Neil Diamond – Mewa

nominacje:
- Georges Delerue – Dzień delfina
- Michel Legrand – Breezy
- Alan Price – Szczęśliwy człowiek
- Richard M. Sherman, Robert B. Sherman – Tom Sawyer
- John Williams – Przepustka dla marynarza

1974: Alan Jay Lerner, Frederic Loewe – Mały Książę

nominacje:
- Carmine Coppola, Nino Rota – Ojciec chrzestny II
- Jerry Goldsmith – Chinatown
- John Williams – Trzęsinie ziemi
- Paul Williams – Upiór z raju

1975: John Williams – Szczęki

nominacje:
- Charles Fox – The Other Side of the Mountain
- Maurice Jarre – Człowiek, który chciał być królem
- John Kander, Fred Ebb – Zabawna dama
- Henry Mancini – Powrót Różowej Pantery

1976: Kenneth Ascher, Paul Williams – Narodziny gwiazdy

nominacje:
- Bill Conti – Rocky
- Robert B. Sherman, Richard M. Sherman – The Slipper and the Rose
- Lalo Schifrin – Przeklęty rejs
- Paul Williams – Bugsy Malone

1977: John Williams – Gwiezdne wojny: część IV – Nowa nadzieja

nominacje:
- Barry Gibb, Maurice Gibb, Robin Gibb, David Shire – Gorączka sobotniej nocy
- Marvin Hamlisch – Szpieg, który mnie kochał
- Joel Hirschhorn, Al Kasha – Pete’s Dragon
- John Williams – Bliskie spotkania trzeciego stopnia

1978: Giorgio Moroder – Midnight Express

nominacje:
- Bill Conti – Niezamężna kobieta
- Chuck Mangione – Dzieci Sancheza
- Leonard Rosenman – Władca Pierścieni
- John Williams – Superman

1979: Francis Ford Coppola, Carmine Coppola – Czas apokalipsy

nominacje:
- Carmine Coppola – Czarny rumak
- Georges Delerue – Mały romans
- Jerry Goldsmith – Obcy – ósmy pasażer Nostromo
- Jerry Goldsmith – Star Trek
- Henry Mancini – 10
- Lalo Schifrin – Amityville Horror

## Lata 80.
1980: Dominic Frontiere – Kaskader z przypadku

nominacje:
- John Barry – Gdzieś w czasie
- Michael Gore – Sława
- Giorgio Moroder – Amerykański żigolak
- Lalo Schifrin – Konkurs
- John Williams – Gwiezdne wojny: część V – Imperium kontratakuje

1982: John Williams – E.T.

nominacje:
- Henry Mancini – Victor/Victoria
- Dudley Moore – Sześć tygodni
- Giorgio Moroder – Ludzie-koty
- Vangelis – Łowca androidów

1983: Giorgio Moroder – Flashdance

nominacje:
- Alan Bergman, Marilyn Bergman, Michel Legrand – Yentl
- Stewart Copeland – Rumble Fish
- Jerry Goldsmith – Pod ostrzałem
- Giorgio Moroder – Człowiek z blizną

1984: Maurice Jarre – Podróż do Indii

nominacje:
- Ennio Morricone – Dawno temu w Ameryce
- Jack Nitzsche – Gwiezdny przybysz
- Mike Oldfield – Pola śmierci
- John Williams – Rzeka

1985: John Barry – Pożegnanie z Afryką

nominacje:
- Michel Colombier – Białe noce
- Maurice Jarre – Świadek
- Quincy Jones – Kolor purpury
- David Mansfield – Rok smoka

1986: Ennio Morricone – Misja

nominacje:
- Harold Faltermeyer – Top Gun
- Miles Goodman – Sklepik z horrorami
- Herbie Hancock – Około północy
- Maurice Jarre – Wybrzeże moskitów

1987: David Byrne, Ryūichi Sakamoto, Su Cong – Ostatni cesarz

nominacje:
- George Fenton, Jonas Gwangwa – Krzyk wolności
- Henry Mancini – Szklana menażeria
- Ennio Morricone – Nietykalni
- John Williams – Imperium słońca

1988: Maurice Jarre – Goryle we mgle

nominacje:
- Peter Gabriel – Ostatnie kuszenie Chrystusa
- Gerald Gouriet – Madame Sousatzka
- Dave Grusin – Fasolowa wojna
- John Williams – Przypadkowy turysta

1989: Alan Menken – Mała Syrenka

nominacje:
- Dave Grusin – Wspaniali bracia Baker
- James Horner – Chwała
- Ennio Morricone – Ofiary wojny
- John Williams – Urodzony 4 lipca

## Lata 90.
1990: Richard Horowitz, Ryūichi Sakamoto – Pod osłoną nieba

nominacje:
- John Barry – Tańczący z wilkami
- Carmine Coppola – Ojciec chrzestny III
- Dave Grusin – Hawana
- Randy Newman – Avalon

1991: Alan Menken – Piękna i Bestia

nominacje:
- Patrick Doyle – Umrzeć powtórnie
- Dave Grusin – Dla naszych chłopców
- Michael Kamen – Robin Hood: Książę złodziei
- Ennio Morricone – Bugsy
- Zbigniew Preisner – Zabawa w Boga

1992: Alan Menken – Aladyn

nominacje:
- John Barry – Chaplin
- Randy Edelman, Trevor Jones – Ostatni Mohikanin
- Jerry Goldsmith – Nagi instynkt
- Vangelis – 1492. Wyprawa do raju

1993: Kitarō – Pomiędzy niebem a ziemią

nominacje:
- Danny Elfman – Miasteczko Halloween
- Michael Nyman – Fortepian
- Zbigniew Preisner – Trzy kolory. Niebieski
- John Williams – Lista Schindlera

1994: Hans Zimmer – Król lew

nominacje:
- Elliot Goldenthal – Wywiad z wampirem
- James Horner – Wichry namiętności
- Mark Isham – Nell
- Alan Silvestri – Forrest Gump

1995: Maurice Jarre – Spacer w chmurach

nominacje:
- Patrick Doyle – Rozważna i romantyczna
- James Horner – Braveheart. Waleczne serce
- Michael Kamen – Don Juan DeMarco
- Alan Menken – Pocahontas

1996: Gabriel Yared – Angielski pacjent

nominacje:
- Elliot Goldenthal – Michael Collins
- Marvin Hamlisch – Miłość ma dwie twarze
- David Hirschfelder – Blask
- Alan Menken – Dzwonnik z Notre Dame

1997: James Horner – Titanic

nominacje:
- Philip Glass – Kundun – życie Dalaj Lamy
- Jerry Goldsmith – Tajemnice Los Angeles
- Michael Nyman – Gattaca – szok przyszłości
- John Williams – Siedem lat w Tybecie

1998: Burkhard Dallwitz, Philip Glass – Truman Show

nominacje:
- Jerry Goldsmith – Mulan
- Randy Newman – Dawno temu w trawie
- Stephen Schwartz, Hans Zimmer – Książę Egiptu
- John Williams – Szeregowiec Ryan

1999: Ennio Morricone – 1900: Człowiek legenda

nominacje:
- Angelo Badalamenti – Prosta historia
- Pieter Bourke, Lisa Gerrard – Informator
- George Fenton – Anna i król
- Thomas Newman – American Beauty
- Michael Nyman – Koniec romansu
- Jocelyn Pook – Oczy szeroko zamknięte
- Gabriel Yared – Utalentowany pan Ripley
- John Williams – Prochy Angeli

## 2000–2009
2000: Lisa Gerrard, Hans Zimmer – Gladiator

nominacje:
- Tan Dun – Przyczajony tygrys, ukryty smok
- Maurice Jarre – Kropla słońca
- Ennio Morricone – Malena
- Larry Paxton, Marty Stuart, Kristin Wilkinson – Rącze konie
- Rachel Portman – Czekolada

2001: Craig Armstrong – Moulin Rouge!

nominacje:
- Angelo Badalamenti – Mulholland Drive
- Pieter Bourke, Lisa Gerrard – Ali
- James Horner – Piękny umysł
- Howard Shore – Władca Pierścieni: Drużyna Pierścienia
- Christopher Young – Kroniki portowe
- John Williams – A.I. Sztuczna inteligencja
- Hans Zimmer – Pearl Harbor

2002: Elliot Goldenthal – Frida

nominacje:
- Elmer Bernstein – Daleko od nieba
- Terence Blanchard – 25. godzina
- Peter Gabriel – Polowanie na króliki
- Philip Glass – Godziny

2003: Howard Shore – Władca Pierścieni: Powrót króla

nominacje:
- Alexandre Desplat – Dziewczyna z perłą
- Danny Elfman – Duża ryba
- Gabriel Yared – Wzgórze nadziei
- Hans Zimmer – Ostatni samuraj

2004: Howard Shore – Aviator

nominacje:
- Clint Eastwood – Za wszelką cenę
- Jan A.P. Kaczmarek – Marzyciel
- Rolfe Kent – Bezdroża
- Hans Zimmer – Trudne słówka

2005: John Williams – Wyznania gejszy

nominacje:
- Alexandre Desplat – Syriana
- Harry Gregson-Williams – Opowieści z Narnii: Lew, czarownica i stara szafa
- James Newton Howard – King Kong
- Gustavo Santaolalla – Tajemnica Brokeback Mountain

2006: Alexandre Desplat – Malowany welon

nominacje:
- Clint Mansell – Źródło
- Gustavo Santaolalla – Babel
- Carlo Siliotto – Nomad
- Hans Zimmer – Kod da Vinci

2007: Dario Marianelli – Pokuta

nominacje:
- Michael Brook, Kaki King, Eddie Vedder – Wszystko za życie
- Clint Eastwood – Grace odeszła
- Alberto Iglesias – Chłopiec z latawcem
- Howard Shore – Wschodnie obietnice

2008: A.R. Rahman – Slumdog. Milioner z ulicy

nominacje:
- Alexandre Desplat – Ciekawy przypadek Benjamina Buttona
- Clint Eastwood – Oszukana
- James Newton Howard – Opór
- Hans Zimmer – Frost/Nixon

2009: Michael Giacchino – Odlot

nominacje:
- Carter Burwell, Karen Orzołek – Gdzie mieszkają dzikie stwory
- Marvin Hamlisch – Intrygant
- James Horner – Avatar
- Abel Korzeniowski – Samotny mężczyzna

## 2010–2019
2010: Trent Reznor i Atticus Ross – The Social Network

nominacje:
- Alexandre Desplat – Jak zostać królem
- Danny Elfman – Alicja w Krainie Czarów
- A.R. Rahman – 127 godzin
- Hans Zimmer – Incepcja

2011: Ludovic Bource − Artysta

nominacje:
- Trent Reznor, Atticus Ross − Dziewczyna z tatuażem
- Howard Shore − Hugo i jego wynalazek
- John Williams − Czas wojny
- Abel Korzeniowski − W.E. Królewski romans

2012: Mychael Danna – Życie Pi

nominacje:
- Dario Marianelli – Anna Karenina
- Alexandre Desplat – Operacja Argo
- John Williams – Lincoln
- Tom Tykwer, Johnny Klimek, Reinhold Heil – Atlas chmur

2013: Alex Ebert – Wszystko stracone

nominacje:
- Hans Zimmer – Zniewolony. 12 Years a Slave
- John Williams – Złodziejka książek
- Steven Price – Grawitacja
- Alex Heffes – Mandela: Droga do wolności

2014: Jóhann Jóhannsson – Teoria wszystkiego

nominacje:
- Antonio Sánchez – Birdman
- Trent Reznor, Atticus Ross – Zaginiona dziewczyna
- Alexandre Desplat – Gra tajemnic
- Hans Zimmer – Interstellar

2015: Ennio Morricone − Nienawistna ósemka

nominacje:
- Carter Burwell − Carol
- Alexandre Desplat − Dziewczyna z portretu
- Daniel Pemberton − Steve Jobs
- Ryūichi Sakamoto, Alva Noto − Zjawa

2016: Justin Hurwitz – La La Land

nominacje:
- Jóhann Jóhannsson – Nowy początek
- Hans Zimmer, Pharrell Williams, Benjamin Wallfisch – Ukryte działania
- Dustin O’Halloran, Hauschka – Lion. Droga do domu
- Nicholas Britell – Moonlight

2017: Alexandre Desplat – Kształt wody
nominacje:
- Carter Burwell – Trzy billboardy za Ebbing, Missouri
- Jonny Greenwood – Nić widmo
- John Williams – Czwarta władza
- Hans Zimmer – Dunkierka

2018: Justin Hurwitz − Pierwszy człowiek
nominacje:
- Marco Beltrami − Ciche miejsce
- Alexandre Desplat − Wyspa psów
- Ludwig Göransson − Czarna Pantera
- Marc Shaiman − Mary Poppins powraca

2019: Hildur Guðnadóttir – Joker
nominacje:
- Alexandre Desplat – Małe kobietki
- Randy Newman – Historia małżeńska
- Thomas Newman – 1917
- Daniel Pemberton – Osierocony Brooklyn